# داستان بامبوشکن

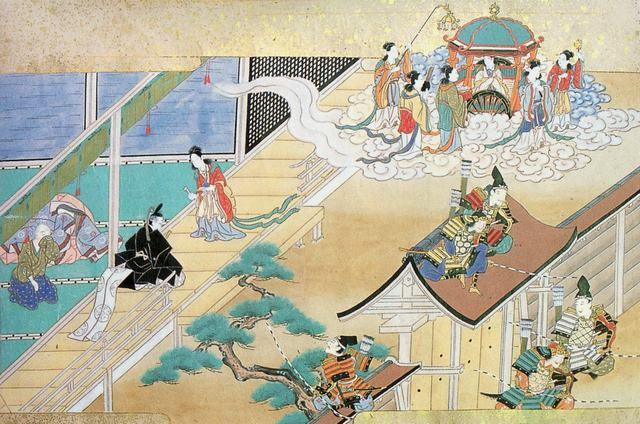
بازگشت کاگویا به خانه

داستان بامبوشکن (به ژاپنی: 竹取物語،  تاکتاری مونوگاتری) افسانه‌ای کهن با پیشینه‌ای بیش از ۱۰۰۰ سال است. داستانی دربارهٔ شاهدخت کاگویا (به ژاپنی: かぐや姫، کاگویا هیمه) است.
بامبوشکنی بی‌فرزند، شاهزادهٔ کوچک را با گیسوانی درخشان چون مهتاب درون ساقه بامبو می‌یابد. بامبوشکن او را به فرزندخواندگی می‌پذیرد. پس از سپری کردن کودکی کاگویای جوان بسیار زیباست. او پنج خواستگار شاهزاده دارد. او دلبستهٔ هیچ‌یک از آنها نیست. از این رو برای رهایی، از آنها کاری ناشدنی را می‌خواهد. پس از شکست شاهزادگان، امپراتور از او خواستگاری می‌کند ولی کاگویا فاش می‌کند که او زادهٔ زمین نیست و باید به خانهٔ آسمانی‌اش بازگردد. در شبی او سوار بر پرتویی از مهتاب برای بازگشت می‌شود. کیمیای زندگی پیشکش کاگویا به پدر و مادر است. او آنها را بدرود می‌گوید.